# Chassieu
Chassieu est une commune française située en métropole de Lyon en région Auvergne-Rhône-Alpes. Elle constitue une commune de la couronne périurbaine à l'est de la ville centre.
Ses habitants sont appelés les Chasselands.

## Géographie

### Situation
Chassieu est située à 10 km à l'est de Lyon. Elle est sur la couronne périurbaine et fait partie des communes dites de l'Est lyonnais.

### Communes limitrophes
Les communes limitrophes sont Décines-Charpieu, Saint-Priest, Bron, Genas et Meyzieu.
| Vaulx-en-Velin | Décines-Charpieu | Meyzieu       |
| Bron           | Chassieu         | Genas (Rhône) |
|                | Saint-Priest     |               |

### Lieux-dits et écarts
- Les Sept Chemins que la commune partage avec Bron, Vaulx-en-Velin et Décines-Charpieu.
- Les Roberdières.
- La Cité Ribaud.

### Relief

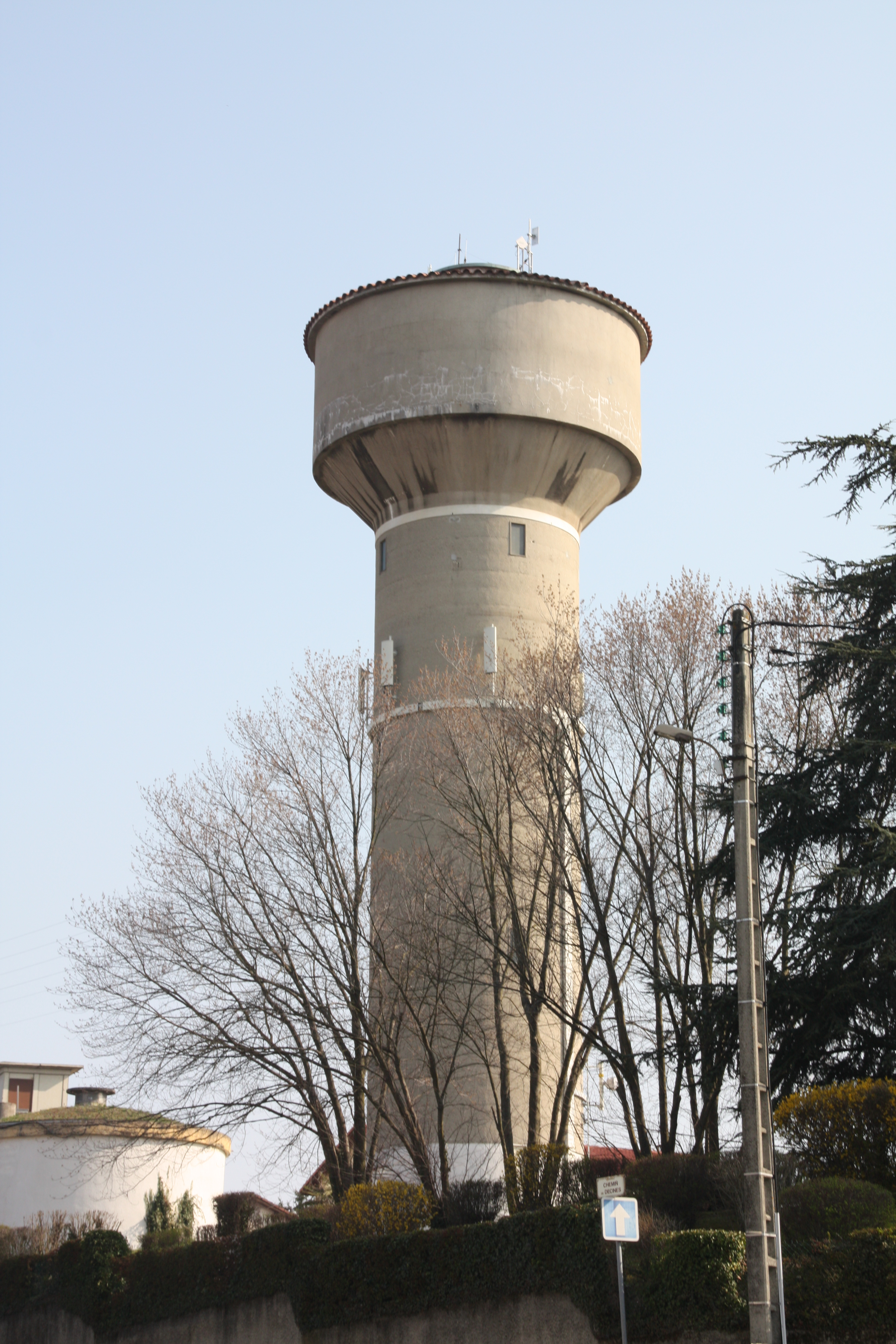
Château d'eau sur le mont Saint-Paul.

L'altitude de la commune varie de 190 mètres aux Sept Chemins à 238 mètres sur le mont Saint-Paul, qui correspond à la vieille ville.

### Hydrographie
La commune est située au-dessus d'une nappe phréatique riche d'un large stock d'eau douce. La nappe principale est en relation au sud de Genas avec celle du couloir de Meyzieu. L’ensemble de ce vaste système aquifère est alimenté par les infiltrations consécutives aux précipitations sur l’ensemble de la région (la limite est au niveau des collines de Grenay, Pusignan et au sud, au long de la colline de Bron à Saint-Bonnet-de-Mure).

### Géologie
Le sous-sol de Chassieu est connu grâce aux forages réalisés au début du XXe siècle dans l’Est Lyonnais dont l’objectif était la recherche de charbon. Ainsi, on trouve sur les 20 premiers mètres, des sables et des graviers d’origine fluvio-glaciaire (datant de la glaciation de Würm). Puis sur les 10 mètres suivant, des argiles et moraines d’origine glacio-morainique, datant du Pléistocène. Il s’ensuit des sables du Serravallien de 30 à 180 mètres de profondeur, des roches détritiques et conglomérats datant de l’Oligocène de 180 à 230 mètres, des marnes calcaires du Bajocien de 230 à 300 mètres, des roches du Lias de 300 à 460 mètres, des roches du Trias de 460 à 520 mètres et enfin du charbon houiller datant du Stéphanien entre 520 et 1 050 mètres. Au-delà de cette profondeur se trouve le socle cristallin.
Le charbon ne fut jamais exploité pour des raisons de rentabilité.

### Climat
Chassieu possède un climat de type semi-continental, à l'origine plutôt Cfb sur la classification de Köppen ("climat tempéré chaud, sans saison sèche, à été tempéré") mais évoluant, à cause du réchauffement climatique, vers un climat plutôt Cfa ("climat tempéré chaud, sans saison sèche, à été chaud" ou "climat subtropical humide"), dans lequel les précipitations sont plus importantes en été (dues principalement aux orages relativement fréquents : 28,2 jours/an en moyenne) qu'en hiver.
Les influences méditerranéennes sont non négligeables et même de plus en plus marquées. Elles se traduisent par la remontée d'épisodes méditerranéens à l'automne (qui est d'ailleurs la saison la plus arrosée ce qui est typique du climat méditerranéen), par de fortes chaleurs estivales et par des périodes de sécheresse estivales de plus en plus fréquentes.
À la station Météo-France de l'aéroport de Lyon-Bron (à cheval entre Saint-Priest et Chassieu et à 197 m d'altitude), la température moyenne annuelle a été, entre 1924 et 2020, de 11,9 °C avec un minimum de 3 °C en janvier et un maximum de 21,3 °C en juillet.
L'ensoleillement y est de 2045,4 heures par an en moyenne, ce qui est supérieur à la moyenne nationale (1973 heures).
Le nombre de jours de brouillard à l'automne, à l'hiver et au printemps est important : en moyenne 36,7 jours/an.
Les hivers (décembre, janvier, février) sont plutôt continentaux donc froids et secs (les gelées peuvent être fortes) bien qu'entrecoupés de périodes plus douces et/ou humides sous influence méditerranéenne ou océanique, et si le tiers des précipitations hivernales tombe sous forme de neige (20 jours par an en moyenne), celle-ci reste relativement peu longtemps au sol. Lors des anticyclones hivernaux, les nuages bas ou brouillards ont généralement du mal à se dissiper ce qui donne une grisaille pouvant persister. C'est généralement la levée de la bise qui chasse ces nuages et qui laisse place au Soleil (à l'instar du Mistral, en vallée du Rhône, qui dégage la ciel), mais ce n'est pas systématiquement le cas. Le phénomène d'inversion de température peut également se produire lors des situations anticycloniques calmes. La commune essuie aussi des vents de sud et d'ouest qui peuvent s'avérer violents lorsque les dépressions hivernales traversent la France.
Les étés (juin, juillet, août) sont généralement chauds, orageux (influence continentale) et plutôt bien ensoleillés : l'amplitude des températures en journée atteint parfois une vingtaine de degrés, et les températures maximales dépassent parfois les 35 degrés. L'essentiel des précipitations estivales (pluie ou grêle) tombe lors des orages qui sont fréquents comme dit précédemment. Des périodes fraîches interviennent ponctuellement dans l'été lorsque le flux provient de l'ouest ou du nord. À l'inverse, sous l'influence d'un flux de sud, la commune peut connaître une période sèche, ensoleillée et chaude plus ou moins longue qui rappelle le climat méditerranéen en été mais qui peut faire souffrir la végétation si le phénomène persiste trop longtemps.
L'automne (septembre, octobre, novembre) est la saison la plus arrosée avec 238,8 mm en moyenne suivi par le printemps (mars, avril, mai), ce dernier étant sujet aux giboulées accompagnées parfois de grésil voire de neige.
Le vent du Midi (vent du sud/sud-ouest) peut souffler violemment, notamment lors des tempêtes hivernales, à cause de la compression de l'air dans le sillon rhodanien par effet venturi (Par exemple : 126 km/h le 15 octobre 1987 lors de la tempête de 1987, 123 km/h le 25 décembre 2013 lors de la tempête Dirk ou encore 121 km/h le 16 septembre 2015). La bise (vent du nord/nord-est) est le vent dominant à Chassieu. Elle souffle généralement de manière faible à modérée et il est très rare qu'elle dépasse les 60/70 km/h. Le refroidissement éolien qu'elle provoque l'hiver peut s'avérer désagréable. Enfin, le dernier vent local, plus rare, est la traverse (vent d'ouest/nord-ouest). Ce vent est généralement annonciateur de la neige en hiver.
Les relevés suivants ont été effectués à l'aéroport de Lyon-Bron :
| Mois                                  | jan.            | fév.                         | mars             | avril           | mai             | juin                         | jui.            | août            | sep.            | oct.            | nov.            | déc.             | année            |
| ------------------------------------- | --------------- | ---------------------------- | ---------------- | --------------- | --------------- | ---------------------------- | --------------- | --------------- | --------------- | --------------- | --------------- | ---------------- | ---------------- |
| Température minimale moyenne (°C)     | −0,1            | 0,6                          | 3,2              | 6               | 9,8             | 13,3                         | 15,5            | 15              | 12              | 8,2             | 3,8             | 0,8              | 7,3              |
| Température moyenne (°C)              | 3               | 4,4                          | 8                | 11,1            | 15,1            | 18,8                         | 21,3            | 20,7            | 17,3            | 12,6            | 7,2             | 3,7              | 11,9             |
| Température maximale moyenne (°C)     | 6,1             | 8,2                          | 12,7             | 16,2            | 20,3            | 24,2                         | 27              | 26,4            | 22,6            | 17              | 10,5            | 6,5              | 16,5             |
| Record de froid (°C) date du record   | −23 23-01-1963  | −22,5 14-02-1929             | −10,5 07-03-1971 | −4,4 10-04-1949 | −3,8 01-05-1938 | 2,3 01-06-1959               | 6,1 07-07-1962  | 4,6 25-08-1940  | 0,2 24-09-1928  | −4,5 31-10-1950 | −9,4 30-11-1925 | −24,6 22-12-1938 | −24,6 22-12-1938 |
| Record de chaleur (°C) date du record | 19,1 10-01-2015 | 21,9 15-02-1958 ; 25-02-2021 | 26 31-03-2021    | 30,1 16-04-1949 | 34,2 16-05-1945 | 38,4 22-06-2003 ; 27-06-2019 | 40,4 24-07-2019 | 40,5 13-08-2003 | 35,8 05-09-1949 | 28,4 05-10-1966 | 23 02-11-1924   | 20,2 18-12-1989  | 40,5 13-08-2003  |
| Ensoleillement (h)                    | 71              | 101,7                        | 172,2            | 195,8           | 218,6           | 248,3                        | 295,8           | 268,7           | 203,6           | 133,6           | 74,9            | 60,7             | 2 045,4          |
| Précipitations (mm)                   | 50,2            | 45,9                         | 53,7             | 62,9            | 79              | 76,5                         | 61,7            | 77,7            | 81,3            | 81,6            | 75,9            | 54,2             | 800,9            |

| Diagramme climatique                                  |            |             |           |           |              |            |            |            |           |             |            |
| J                                                     | F          | M           | A         | M         | J            | J          | A          | S          | O         | N           | D          |
| 6,1−0,150,2                                           | 8,20,645,9 | 12,73,253,7 | 16,2662,9 | 20,39,879 | 24,213,376,5 | 2715,561,7 | 26,41577,7 | 22,61281,3 | 178,281,6 | 10,53,875,9 | 6,50,854,2 |
| Moyennes : • Temp. maxi et mini °C • Précipitation mm |            |             |           |           |              |            |            |            |           |             |            |

| Mois                              | jan. | fév.  | mars  | avril | mai   | juin  | jui. | août  | sep.  | oct.  | nov. | déc. | année   |
| --------------------------------- | ---- | ----- | ----- | ----- | ----- | ----- | ---- | ----- | ----- | ----- | ---- | ---- | ------- |
| Température minimale moyenne (°C) | 0,3  | 1,1   | 3,8   | 6,5   | 10,7  | 14,1  | 16,6 | 16    | 12,5  | 9,3   | 4,3  | 1,6  | 8,1     |
| Température moyenne (°C)          | 3,4  | 4,8   | 8,4   | 11,4  | 15,8  | 19,4  | 22,2 | 21,6  | 17,6  | 13,4  | 7,6  | 4,4  | 12,5    |
| Température maximale moyenne (°C) | 6,4  | 8,4   | 13    | 16,3  | 20,8  | 24,6  | 27,7 | 27,2  | 22,7  | 17,4  | 10,8 | 7,1  | 16,9    |
| Ensoleillement (h)                | 73,9 | 101,2 | 170,2 | 190,5 | 221,4 | 254,3 | 283  | 252,7 | 194,8 | 129,6 | 75,9 | 54,5 | 2 001,9 |
| Précipitations (mm)               | 47,2 | 44,1  | 50,4  | 74,9  | 90,8  | 75,6  | 63,7 | 62    | 87,5  | 98,6  | 81,9 | 55,2 | 831,9   |

| Diagramme climatique                                  |            |           |             |              |              |              |          |              |             |             |            |
| J                                                     | F          | M         | A           | M            | J            | J            | A        | S            | O           | N           | D          |
| 6,40,347,2                                            | 8,41,144,1 | 133,850,4 | 16,36,574,9 | 20,810,790,8 | 24,614,175,6 | 27,716,663,7 | 27,21662 | 22,712,587,5 | 17,49,398,6 | 10,84,381,9 | 7,11,655,2 |
| Moyennes : • Temp. maxi et mini °C • Précipitation mm |            |           |             |              |              |              |          |              |             |             |            |

Quelques records (depuis 1920) :
- température minimale : −24,6 °C le 22 décembre 1938 ;
- température maximale : 40,5 °C le 13 août 2003 ;
- Température minimale la plus élevée : 25,7 °C le 5 août 2018 ;
- épaisseur de neige : 33 cm le 31 décembre 1970[5] ;
- vent : 162 km/h le 1er janvier 1949[6] ;
- jour le plus pluvieux : 104,1 mm le 7 septembre 2010 ;
- année la plus sèche : 1921 (426,3 mm) ;
- année la plus humide : 1960 (1231,2 mm) ;
- année la moins ensoleillée : 1993 (1728,3 h) ;
- année la plus ensoleillée : 2003 (2380,8 h) ;

N.B. : comme sur tout le territoire français, les températures moyennes relevées à l'aéroport de Lyon-Bron ont augmenté et continuent sur cette voie pour le moment à cause du réchauffement climatique (il suffit de comparer les relevés 1924-2020 et 1981-2010 pour s'en convaincre). Mais il faut aussi souligner l'accroissement urbain et des activités humaines autour de la station météo qui amplifient l'îlot de chaleur urbain, ce qui contrebalance l'impact du réchauffement climatique. Finalement, la température réelle (donc sans considérer cet îlot de chaleur) augmente moins par rapport à ce qu'indiquent les relevés depuis 1920.

### Voies de communication et transports

#### Desserte routière
La commune, ainsi que sa zone industrielle (Z.I. Mi-Plaine) sont respectivement accessibles via les sorties 8 et 9 de la route nationale 346 (rocade est). L'accès à Lyon se fait par la RD29, autrement appelée Route de Lyon.

#### Transports en commun
La commune est desservie par les lignes du réseau des Transports en commun lyonnais :
- la ligne   relie Vaulx-en-Velin - La Soie à Chassieu (arrêt « Les Grandes Terres ») ;
- la ligne   traverse Chassieu en reliant Meyzieu Z.I. à Vaulx-en-Velin - La Soie ;
- la ligne   traverse Chassieu en reliant Décines - Grand Large à Corbas - Les Balmes ;
- la ligne   part de Vaulx-en-Velin - La Soie, dessert la Z.I. de Chassieu et a pour terminus Genas - Avenir Mongolfier.

Eurexpo est desservi en période de salons par :
- la ligne de bus   qui relie Vaulx-en-Velin - La Soie à Eurexpo ;
- le tramway   qui permet de rejoindre Eurexpo à partir de la ligne D du métro à Grange-Blanche et du tramway   à la station Les Alizés.

## Urbanisme

### Typologie
Au 1er janvier 2024, Chassieu est catégorisée grand centre urbain, selon la nouvelle grille communale de densité à sept niveaux définie par l'Insee en 2022.
Elle appartient à l'unité urbaine de Lyon, une agglomération inter-départementale regroupant 123  communes, dont elle est une commune de la banlieue,,. Par ailleurs la commune fait partie de l'aire d'attraction de Lyon, dont elle est une commune du pôle principal,. Cette aire, qui regroupe 397 communes, est catégorisée dans les aires de 700 000 habitants ou plus (hors Paris),.

### Occupation des sols
L'occupation des sols de la commune, telle qu'elle ressort de la base de données européenne d’occupation biophysique des sols Corine Land Cover (CLC), est marquée par l'importance des territoires artificialisés (71,7 % en 2018), en augmentation par rapport à 1990 (63 %). La répartition détaillée en 2018 est la suivante :
zones industrielles ou commerciales et réseaux de communication (34,6 %), zones urbanisées (31,2 %), terres arables (24,7 %), espaces verts artificialisés, non agricoles (5,9 %), zones agricoles hétérogènes (3,5 %). L'évolution de l’occupation des sols de la commune et de ses infrastructures peut être observée sur les différentes représentations cartographiques du territoire : la carte de Cassini (XVIIIe siècle), la carte d'état-major (1820-1866) et les cartes ou photos aériennes de l'IGN pour la période actuelle (1950 à aujourd'hui).

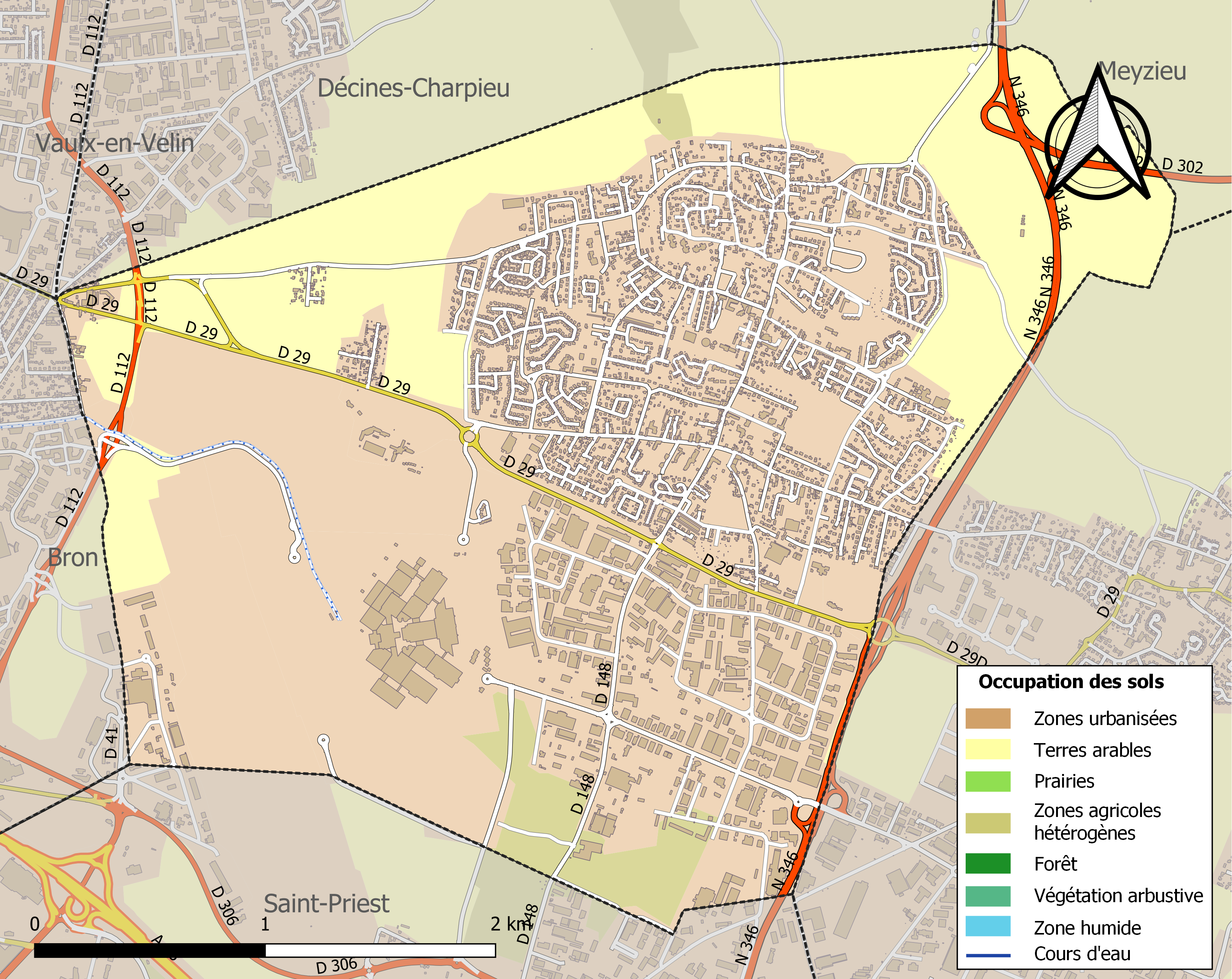
Carte des infrastructures et de l'occupation des sols de la commune en 2018 (CLC).

## Toponymie
Il y a deux origines possibles ayant abouti à Chassieu.
La première, la plus probable : à l'époque gallo-romaine, ce territoire portait le nom de Cassiacum (Cassius + -acum qui veut dire « Le domaine de Cassius », Cassius étant un patronyme gallo-romain attesté). Ce sont d'ailleurs les terminaisons en -(i)acum, -(i)aca qui ont abouti aux terminaisons -ieu ou -ieux en Dauphiné francoprovençal. Le nom a ensuite évolué au fil des siècles sous influence latine puis francoprovençale, on retrouve par exemple : Casetum, Cassiaco, Chaccioni, Chiaciacum, Velleyns Chacerez, de Chaisiaco, Chaceu (XIIIe siècle),,,.
En deuxième origine possible, la moins probable, le nom de la commune viendrait de chassie, dérivé du mot acacia.

## Histoire

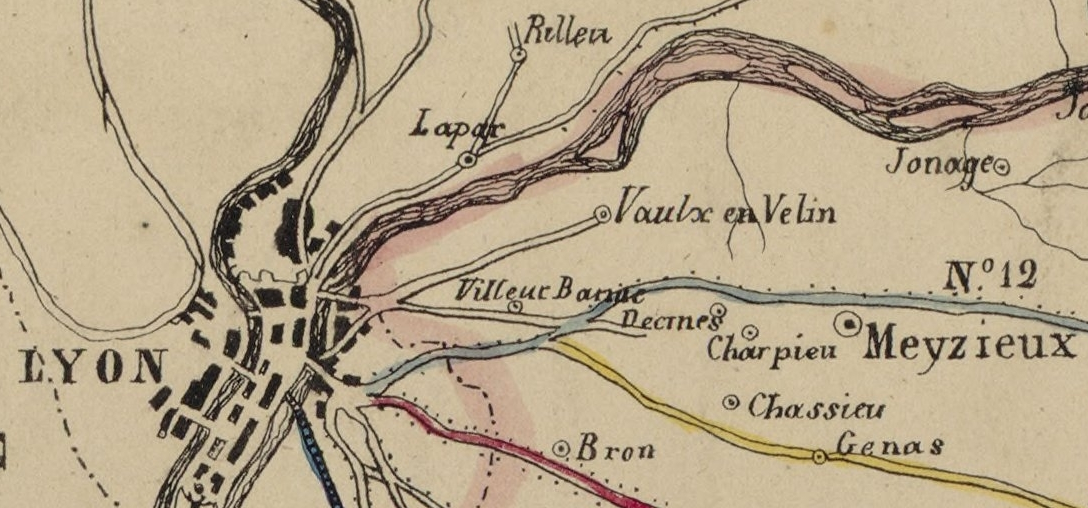
Plan des années 1840 montrant Chassieu en Isère.

L'origine le plus probable du nom Chassieu c'est qu'à l'époque gallo-romaine, ce territoire portait le nom de Cassiacum (Cassius + -acum qui veut dire « Le domaine de Cassius », Cassius étant un patronyme gallo-romain attesté). Le nom a pu évolué au fil des siècles sous influence latine puis franco-provençale.
Des fouilles réalisées par l'Inrap sur Chassieu, Genas, Décines-Charpieu, Meyzieu (mais aussi sur d'autres commune proches) ont dévoilé une occupation humaine importante jusqu'à maintenant seulement attestées par quelques silex, tuiles, objets retrouvés ici et là et par quelques écrits cadastraux.
Peu de vestiges importants comme des monuments, des trésors, des thermes, d'arc de triomphe ont été retrouvés mais les centaines de débris (lieu-dit L'Epine) témoignent d'une vie simple, humble mais industrieuse depuis des temps très anciens remontant à l'Âge du bronze.
On ne retrouve pas de vestiges depuis le IIIe siècle jusqu'aux époques mérovingienne et carolingienne. L'effondrement de l'Empire Romain et les invasions barbares y sont peut-être pour quelque chose mais une explication généralement admise concernerait les mouvements de groupes humains, l'évolution des technologies, de la demande. Les changements des liens commerciaux ont favorisé ou ont délaissé certaines implantations.
Une fourchette de datation s'étalant principalement du Ier siècle av. J.-C. au IIe siècle après J.C. est attestée.
L'occupation gallo-romaine semble avoir été assez courte
À la fin du XVIIIe siècle, Chassieu est encore un petit village du Dauphiné qui forme avec la paroisse de Meyzieu une communauté dont la préoccupation majeure reste la répartition de l’impôt. Il faut attendre 1789 et la loi du 14 décembre promulguée par l’Assemblée Constituante pour que ce bourg devienne une commune.
Située historiquement dans la province du Dauphiné puis dans le département de l'Isère à partir de 1790, la commune de Chassieu est ensuite rattachée en 1968 au département du Rhône. Le 1er janvier de l'année suivante, elle entre dans la communauté urbaine de Lyon devenue le Grand Lyon.
Le Grand Lyon disparaît le 1er janvier 2015, et laisse place à la collectivité territoriale de la métropole de Lyon. La commune quitte ainsi le département du Rhône mais reste dans la circonscription départementale du Rhône.

## Politique et administration

### Tendances politiques et résultats
Historique politique à Chassieu
[2003] Le maire UMP de Chassieu (Rhône), Jack Méchain, mis en examen dans le cadre de la vente litigieuse, en septembre 2003, d'un terrain de la commune, a décidé de démissionner de son mandat.
"Suite à l'action de justice en cours, et en accord avec les élus du groupe majoritaire, j'ai décidé de présenter le 1er octobre ma démission de maire de Chassieu à M. le Préfet qui statuera", écrit Jack Méchain, dans un communiqué.
L'élu, qui reste conseiller municipal, avait été mis en examen en juin pour "corruption passive, détournement de fonds publics et usage de faux", et placé sous contrôle judiciaire.
En septembre 2000, l'ancien maire RPR de Chassieu, Jacques Paoli, également mis en examen, avait mis gracieusement le terrain et les bâtiments d'un complexe de restauration d'entreprises à la disposition de la société Alma Restauration en échange d'une rénovation des bâtiments.
Trois ans plus tard, la commune dirigée par Jack Méchain a décidé de vendre à cette société une partie du site pour 500.000 euros, une somme jugée dérisoire pour les élus de l'opposition qui obtiennent l'annulation de la vente par décision préfectorale.
Jacques Paoli et Jack Mechain, deux anciens maires de droite de Chassieu, ont été entendus, en 2008, par la cour d’appel de Lyon, en compagnie du promoteur immobilier Alessandrino Scappaticci. Ils sont accusés de faux et usages de faux, de corruption passive et de détournement de fonds publics, dans l'affaire du complexe de restauration Le Montgolfier, dont les terrains avaient été achetés par la Ville de Chassieu en 1998, avant d'être vendus et en partie loués à Alessandrino Scappaticci. Devant la cour d'appel, les deux élus ont plaidé la bonne foi. Le jugement a été mis en délibéré au 13 novembre.
En première instance, ils avaient été condamnés en mai 2007 à des peines de prison et de fortes amendes, allant de 10 000 à 50 000 euros. Trois ans et cinq ans d'inéligibilité avaient également été prononcés contre Méchain et Paoli.
[2020] Élection municipale de juin 2020, le maire sortant élu maire au privilège de l’âge
À Chassieu, les deux listes en tête ont récolté exactement le même nombre de voix : 1 285 voix pour le maire sortant et 1 285 voix pour son opposition, égalité parfaite. Un scénario rarissime qui a provoqué beaucoup de perplexité, dans l’attente du verdict de la Préfecture. Le code électoral a tranché : en cas d’égalité des suffrages, la victoire est attribuée à la liste dont les candidats ont la moyenne d’âge la plus élevée.
C’est donc le maire sortant qui l’a emporté, avec une moyenne d’âge de 59 ans, contre 56 ans pour celle de l'opposition. Le groupe majoritaire dispose donc de 24 sièges, 7 pour le groupe d'opposition arrivé à égalité et 2 pour l'autre candidate qui a obtenu 483 voix. L’abstention est restée forte, avec plus de 60 % des inscrits.

#### Recours en annulation
La tête de liste de l'opposition du maire sortant dépose dans la foulée un recours devant le tribunal administratif de Lyon pour irrégularités dans la campagne, dans le but de faire annuler la victoire de ce dernier, qui s'est déroulée dans des conditions plus que discutables.
Une démarche réalisée alors que le maire sortant et la candidate de l'opposition étaient à égalité parfaite à l'issue du dépouillement, avec 1285 voix chacun. Le maire sortant a donc été déclaré vainqueur car sa liste avait la moyenne d'âge la plus élevée, comme le stipule la loi électorale. Il n'est pas rare que ce type d'évènement se produise dans des villages aux tailles plus modestes. Mais dans une ville comme Chassieu, les probabilités d'une égalité parfaite étaient quasi-nulles.
Élection municipale de juin 2020, le tribunal administratif annule les élections municipales à Chassieu
Le rapporteur public du tribunal administratif de Lyon avait préconisé l'annulation de l'élection municipale de Chassieu. En juin 2020, le maire sortant avait été réélu, "à l'âge", maire de Chassieu. Il était arrivé à égalité parfaite au 2e tour (1285 voix chacun) avec sa concurrente. Cette dernière avait déposé un recours devant le tribunal administratif pour des "irrégularités dans la campagne". L'élection municipale est officiellement annulée par le tribunal administratif.
Élection municipale de juin 2020 annulées, le maire sortant fait appel au conseil d'état.
Après le jugement du tribunal administratif de Lyon d'annuler l'élection du maire sortant, il a décidé de faire appel devant le Conseil d'État.

#### L'élection municipale de juin 2020 annulée par le Conseil d'État
Un an après le second tour, et le recours déposé par la liste d'opposition du maire sortant, le Conseil d'État prononce l'annulation de l'élection municipale de Chassieu, confirmant le jugement pris par le tribunal administratif de Lyon en mars 2021, qui avait annulé l'élection du maire sortant, considérant « que la liste menée par le maire sortant avait bénéficié irrégulièrement de la distribution de places pour des matchs de football et de la publication, entre les deux tours de scrutin, de numéros d'un bulletin d’information sur les mesures prises par la commune pour lutter contre la pandémie de Covid-19 ce qui a altéré la régularité du scrutin compte-tenu de l'absence d’écart entre les listes ».
Une délégation spéciale nommée par la préfecture, composée de trois membres et présidée par Ghislaine Matyjasik, administre provisoirement la commune.

#### Élection de 2021
Une nouvelle élection se tient le 26 septembre 2021. La liste de Jean-Jacques Sellès l'emporte avec 52,56 % des voix face à celle menée par Sylvaine Coponat.

### Liste des maires
| Période       | Période        | Identité            | Étiquette    | Qualité    |
| ------------- | -------------- | ------------------- | ------------ | ---------- |
| mars 1971     | mars 1983      | Romain Tisserand    |              |            |
| mars 1983     | mars 1989      | Raymond Joye        |              |            |
| mars 1989     | mars 2001      | Jacques Paoli       | RPR          |            |
| mars 2001     | 2004           | Jack Méchain        | RPR puis UMP |            |
| décembre 2004 | avril 2014     | Alain Darlay        | PS           | Enseignant |
| avril 2014    | juillet 2021   | Jean-Jacques Sellès | DVD          |            |
| juillet 2021  | septembre 2021 | délégation spéciale |              |            |
| octobre 2021  | En cours       | Jean-Jacques Sellès | DVD          |            |

### Politique de développement durable
La commune a engagé une politique de développement durable en lançant une démarche d'Agenda 21.

### Intercommunalité
La commune fait partie de la métropole de Lyon, elle représente moins de 2,22 % du territoire et 0,75 % de la population en 2007.

### Jumelages
- Coleshill (Angleterre) depuis 1982
- Usingen (Allemagne) depuis 1990
- Samobor (Croatie) depuis 2007

## Population et société

### Démographie
L'évolution du nombre d'habitants est connue à travers les recensements de la population effectués dans la commune depuis 1793. Pour les communes de plus de 10 000 habitants les recensements ont lieu chaque année à la suite d'une enquête par sondage auprès d'un échantillon d'adresses représentant 8 % de leurs logements, contrairement aux autres communes qui ont un recensement réel tous les cinq ans,.

En 2022, la commune comptait 11 214 habitants, en évolution de +9,58 % par rapport à 2016 (Rhône : +3,93 %, France hors Mayotte : +2,11 %).
| 1793 | 1800 | 1806 | 1821 | 1831 | 1836 | 1841 | 1846 | 1851 |
| ---- | ---- | ---- | ---- | ---- | ---- | ---- | ---- | ---- |
| 581  | 599  | 594  | 701  | 721  | 722  | 747  | 793  | 746  |

| 1856 | 1861 | 1866 | 1872 | 1876 | 1881 | 1886 | 1891 | 1896 |
| ---- | ---- | ---- | ---- | ---- | ---- | ---- | ---- | ---- |
| 857  | 810  | 802  | 341  | 795  | 777  | 737  | 727  | 686  |

| 1901 | 1906 | 1911 | 1921 | 1926  | 1931  | 1936 | 1946 | 1954  |
| ---- | ---- | ---- | ---- | ----- | ----- | ---- | ---- | ----- |
| 645  | 637  | 742  | 679  | 1 047 | 1 209 | 954  | 921  | 1 253 |

| 1962  | 1968  | 1975  | 1982  | 1990  | 1999  | 2004  | 2006  | 2011  |
| ----- | ----- | ----- | ----- | ----- | ----- | ----- | ----- | ----- |
| 1 770 | 2 867 | 3 599 | 6 882 | 8 508 | 9 049 | 9 341 | 9 267 | 9 735 |

| 2016   | 2021   | 2022   | - | - | - | - | - | - |
| ------ | ------ | ------ | - | - | - | - | - | - |
| 10 234 | 11 092 | 11 214 | - | - | - | - | - | - |

### Enseignement

#### Le début de l'école à Chassieu
La première école publique, uniquement pour les garçons, est ouverte en 1839 dans un local loué à un particulier par la municipalité. L'enseignement est payant et trois tarifs sont proposés selon les types d'enseignements. L'école de filles créée au XIXe siècle est inspectée par l'académie de l'Isère qui déclare le bâtiment comme taudis[réf. nécessaire].
Le premier bâtiment destiné à l'école ouvre ses portes en 1890.
En 1910, la mairie-école ne pouvant plus accueillir tous les élèves, on décide en 1913 de construire une nouvelle école qui sera achevée en 1920. En 1951 on construit un groupe scolaire nommé René Vulliez, rue Oreste Zénézini, à l'emplacement actuel de la médiathèque, du conservatoire de musique et de la ludothèque. Ce groupe comprend en 1961 des classes maternelles et primaires auquel s'ajoute en 1962 un collège.

#### L'école aujourd'hui
Chassieu est située dans l'académie de Lyon et comporte quatre groupes scolaires nommés Louis Pergaud, Les Tarentelles, Louis Pradel, Le Chatenay et le collège Léonard de Vinci qui a accueilli près de 600 élèves en 2009[réf. nécessaire].

### Manifestations culturelles et festivités
La ville de Chassieu organise chaque année[Depuis quand ?] une brocante, une kermesse, une fête bavaroise, la fête villageoise, des spectacles de fin d'année organisés par les écoles et bien d'autres spectacles et expositions au Karavan théâtre (anciennement Luminier), à la salle des fêtes et à la médiathèque.

### Sports
La commune possède un club de futsal, le Chassieu Futsal Club évoluant au niveau régional de la Ligue Rhône-Alpes, et un club de football, le Chassieu Décines FC, né de la fusion de l'ES Chassieu et le CS Décines.
Elle possède aussi un Club de basket-ball évoluant au niveau régional.
Le Groupement bouliste de Chassieu évolue au boulodrome possédant 8 jeux couverts pour la boule lyonnaise et un ensemble réservé à la pétanque et au jeu provençal. Le Stade bouliste est situé en extérieur au centre de la ville et accueille 8 jeux ombragés pour la boule lyonnaise.
La commune possède des terrains de football de tennis et de rugby (stade Jean Fonlupt), un parcours de golf de 18 trous et un practice, une piscine et des gymnases permettant diverses pratiques sportives : basket-ball, gymnastique, athlétisme, tennis de table, judo, lutte, etc.

### Médias
En 2014, la commune de Chassieu a été récompensée par le label « Ville Internet @@@ ».

### Environnement
- Le paysagiste Pascal Cribier a travaillé sur la requalification de la zone industrielle de Chassieu.

#### Villes et villages fleuris
La commune a obtenu une fleur au concours des villes et villages fleuris en 2015.

## Économie
La ville possède une antenne de la Chambre de commerce et d'industrie de Lyon.

### Revenus de la population et fiscalité
Selon l'INSEE, la part des ménages fiscaux imposés en 2012 est de 80,7 % et le revenu moyen disponible par unité de consommation est de 25 498,7 € la même année.

Toujours selon l'INSEE, en 2019 le revenu mensuel net moyen par personne à Chassieu est de 3 523 €, ce qui place la ville à la première place des communes de l'Est Lyonnais en termes de revenus par habitant, loin devant la deuxième place détenue par Genas avec 3 156 € nets par mois. 

### Emploi
Chassieu possède une partie de la zone industrielle Mi-Plaine sur son territoire avec ses 1 370 entreprises, 20 000 salariés et 70 secteurs d'activités. Tout cela sur 941 hectares.
La plupart de la population active de la commune travaille sur la moitié Est de l'aire urbaine de Lyon.

### Entreprises et commerces
La ville est dotée de tous les commerces de proximité, alimentaires et autres et aussi de petites PME en ville et dans la Zone Industrielle.
La commune accueille également l'imprimerie du journal Le Progrès dont les bureaux de la rédaction sont situés à Lyon.

## Culture locale et patrimoine

### Patrimoine architectural
- L'église Saint-Galmier.

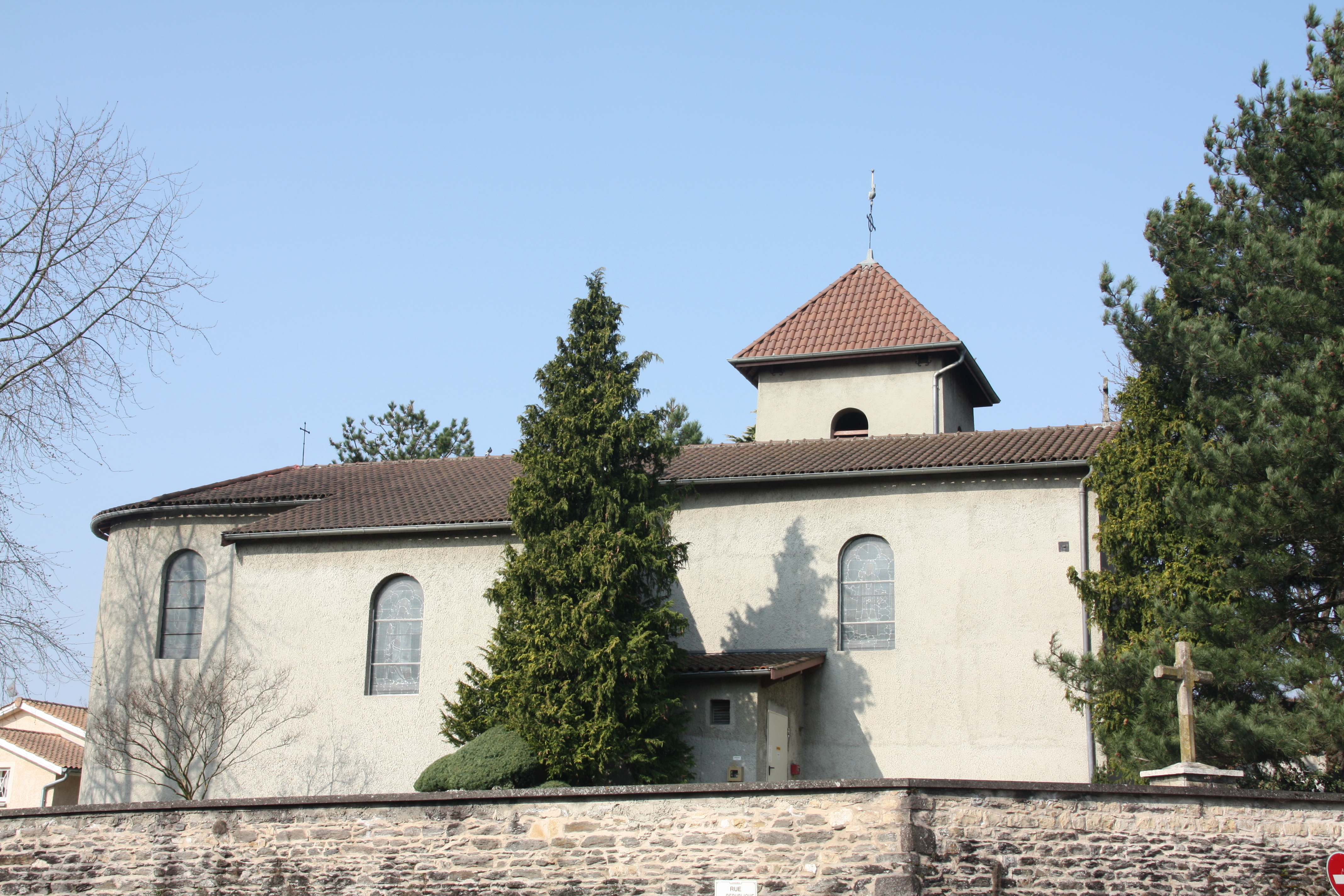
Église Saint-Galmier.

- L'hôtel de ville dont les ailes ont servi d'école.

### Personnalités liées à la commune
Maryse Bastié, née Marie-Louise Bombec, aviatrice française, gloire du sport, morte le 6 juillet 1952 à l'aéroport de Bron à cheval sur la commune de Chassieu et de Saint-Priest.

### Héraldique
| Armes actuelles de Chassieu | Elles peuvent se blasonner ainsi aujourd’hui : de gueules à la clef renversée d'argent, le panneton à senestre, accostée d'une lettre S à dextre et d'une lettre P à senestre, toutes deux capitales du même, au chef cousu d'azur chargé de trois fleurs de lys d'or. |

## Installations et grands équipements
- Médiathèque-ludothèque municipale située dans l'espace culturel Pierre Poivre avec le Conservatoire[38]. Elle offre accès à diverses activités culturelles (expositions, concerts, pièces de théâtre, contes, conférences), 10 postes informatiques publics d'accès à Internet et permet la consultation sur place ou l'emprunt de livres, CDs et DVDs[39]. Ses collections sont renouvelées en partie sur budget municipal et en partie grâce aux services de la médiathèque départementale du Rhône dont 400 000 documents sont réservables et livrés par navette mensuelle ou choisis et récupérés à la médiathèque départementale. La convention avec la médiathèque départementale du Rhône permet par ailleurs aux inscrits de la bibliothèque municipale d'accéder à des services numériques spécifiques[40].
- Conservatoire
- Parc des expositions Eurexpo, implanté en 1985 sur le site des anciens entrepôts de l'aéroport de Lyon-Bron, libérés par le transfert d'activité sur l'aéroport de Lyon-Saint-Exupéry. Depuis lors, le parc accueille notamment la Foire de Lyon.
- Tour hertzienne de Chassieu : cette tour de télécommunications de 90 mètres de hauteur est visible de bon nombre d'endroits aux alentours de Lyon. Les salles d'implantation de matériels radio sont situées tout autour du fût central et ce, sur quatre étages entre 60 mètres et 80 mètres, accessibles par un monte-charge.
- Aéroport de Lyon-Bron à cheval sur la commune de Saint-Priest et Chassieu.
- L'accès Sud du Parc Olympique lyonnais qui, depuis janvier 2016, relie les parkings d'Eurexpo jusqu'au stade. La route n'est ouverte que les jours d'événements (matches, concerts...) et seuls les bus TCL sont autorisés à y circuler. Le reste du temps, la route est fermée et interdite à tout véhicule mais les modes doux y sont bien sûr autorisés (vélos, piétons...).

Panorama